# Jõgeveste
Jõgeveste är en ort i Estland. Den ligger i Helme kommun och landskapet Valgamaa, i den södra delen av landet, 180 km söder om huvudstaden Tallinn. Jõgeveste ligger 59 meter över havet och antalet invånare är 153.
Terrängen runt Jõgeveste är platt. Runt Jõgeveste är det mycket glesbefolkat, med 6 invånare per kvadratkilometer. Närmaste större samhälle är Tõrva, 6,3 km väster om Jõgeveste. Omgivningarna runt Jõgeveste är en mosaik av jordbruksmark och naturlig växtlighet.